# KNVB Beker 2008/09 (amateurs)
Het seizoen 2008/09 van de KNVB Beker voor amateurs is de 29e editie in deze opzet van de Nederlandse voetbalcompetitie met als inzet de KNVB Beker voor amateurs en een plek in de Super Cup amateurs. Aan het toernooi doen zaterdag- en zondaghoofdklassers mee in hun eigen district. De districtkampioenen strijden in twee voorrondes, twee halve finales en de finale om de beker. Twee districtkampioenen hoeven geen voorronde te spelen: zij spelen in de halve finale een uitwedstrijd. Het toernooi wordt georganiseerd door de Koninklijke Nederlandse Voetbalbond (KNVB). De titelverdediger is Rijnsburgse Boys, dat op eigen terrein in de finale van het seizoen 2007/2008 Achilles '29 met 2-0 versloeg.
De clubs die de halve finales in de districtbeker bereiken, plaatsen zich voor het "grote" KNVB Bekertoernooi van volgend seizoen.

## Districtbekers

### Opzet
In elk district werd er begonnen in een poule van vier clubs. De winnaar (en in sommige districten ook de nummer twee) gingen door naar de knock-outfase. Daarna werden in sommige districten tussenrondes gespeeld om het aantal clubs terug te brengen naar een aantal om knock-outrondes te spelen (bijvoorbeeld 64 of 128). In andere districten werden enkele clubs vrijgeloot en gingen zo automatisch door naar de derde ronde.
Vanwege het grote aantal clubs in het westen en zuiden van Nederland, zijn er in beide regio's twee districten. Daardoor zijn er zes districten: Noord, Oost, West I, West II, Zuid I en Zuid II.
| Datum             | Thuisclub       | Uitslag     | Uitclub         |
| Kwartfinale       | Kwartfinale     | Kwartfinale | Kwartfinale     |
| ----------------- | --------------- | ----------- | --------------- |
| 18 april          | ACV             | 5-0         | DIO Groningen   |
| 21 april          | Holwierde       | 1-3         | Drachtster Boys |
| 29 april          | Harkemase Boys  | 8-0         | Grijpskerk      |
| 29 april          | SC Joure        | 2-0         | SC Erica        |
| Halve finale      |                 |             |                 |
| 5 mei             | Drachtster Boys | 3-2         | SC Joure        |
| 5 mei             | Harkemase Boys  | 3-0         | ACV             |
| Finale in Harkema |                 |             |                 |
| 16 mei            | Harkemase Boys  | 2-0         | Drachtster Boys |

| Datum            | Thuisclub       | Uitslag     | Uitclub         |
| Kwartfinale      | Kwartfinale     | Kwartfinale | Kwartfinale     |
| ---------------- | --------------- | ----------- | --------------- |
| 13 april         | Bennekom        | 3-1         | SDC Putten      |
| 21 april         | De Zweef        | 0-3         | Sparta Nijkerk  |
| 21 april         | Be Quick '28    | 0-1         | Go-Ahead Kampen |
| 6 mei            | DVC'26          | 1-2         | Quick'20        |
| Halve finale     |                 |             |                 |
| 12 mei           | Sparta Nijkerk  | 1-1 ns      | Go-Ahead Kampen |
| 16 mei           | Quick'20        | 2-0         | Bennekom        |
| Finale in Kampen |                 |             |                 |
| 23 mei           | Go-Ahead Kampen | 5-0         | Quick'20        |

| Datum                | Thuisclub   | Uitslag     | Uitclub          |
| Kwartfinale          | Kwartfinale | Kwartfinale | Kwartfinale      |
| -------------------- | ----------- | ----------- | ---------------- |
| 19 april             | DWS         | 2-2 ns      | AFC '34          |
| 28 april             | DOVO        | 3-0         | Odin '59         |
| 28 april             | Spakenburg  | 4-1         | Swift            |
| 29 april             | Chabab      | 3-0         | IJsselmeervogels |
| Halve finale         |             |             |                  |
| 6 mei                | Spakenburg  | 3-2         | AFC '34          |
| 6 mei                | Chabab      | 2-2 ns      | DOVO             |
| Finale in Spakenburg |             |             |                  |
| 16 mei               | Spakenburg  | 3-4         | DOVO             |

| Datum                                | Thuisclub           | Uitslag     | Uitclub             |
| Kwartfinale                          | Kwartfinale         | Kwartfinale | Kwartfinale         |
| ------------------------------------ | ------------------- | ----------- | ------------------- |
| 21 maart                             | Jodan Boys          | 1-4         | HBS                 |
| 11 april                             | Haaglandia          | 2-1         | Quick Boys-2        |
| 13 april                             | Barendrecht         | 4-0         | Deltasport          |
| 21 april                             | Excelsior Maassluis | 3-1         | FC Lisse            |
| Halve finale                         |                     |             |                     |
| 5 mei                                | Barendrecht         | 3-0         | Excelsior Maassluis |
| 5 mei                                | Haaglandia          | 1-1 ns      | HBS                 |
| Finale in Katwijk                    |                     |             |                     |
| 21 mei                               | Barendrecht         | 2-0         | Haaglandia          |
|                                      |                     |             |                     |
| Finale cat. 2, terrein FC Rijnvogels |                     |             |                     |
| 21 mei                               | ONA                 | 3-1         | DONK                |

| Datum                 | Thuisclub   | Uitslag     | Uitclub       |
| Kwartfinale           | Kwartfinale | Kwartfinale | Kwartfinale   |
| --------------------- | ----------- | ----------- | ------------- |
| 11 april              | Zundert     | 0-3         | Zaamslag      |
| 11 april              | Waspik      | ns 2-2      | SteDoCo       |
| 13 april              | Kloetinge   | 4-2         | VC Vlissingen |
| 21 april              | LRC Leerdam | 2-0         | LONGA         |
| Halve finale          |             |             |               |
| 29 april              | Zaamslag    | 1-3         | Kloetinge     |
| 12 mei                | Waspik      | 1-6         | LRC Leerdam   |
| Finale in Steenbergen |             |             |               |
| 23 mei                | Kloetinge   | 0-1         | LRC Leerdam   |

| Datum           | Thuisclub    | Uitslag     | Uitclub     |
| Kwartfinale     | Kwartfinale  | Kwartfinale | Kwartfinale |
| --------------- | ------------ | ----------- | ----------- |
| 21 april        | Rood Wit '62 | 1-1 ns      | SV OSS '20  |
| 23 april        | Schaesberg   | 2-1         | EHC         |
| 23 april        | JVC Cuijk    | 1-0         | Schijndel   |
| 23 april        | Veritas      | 1-3         | Groene Ster |
| Halve finale    |              |             |             |
| 6 mei           | Groene Ster  | 3-0         | Schaesberg  |
| 7 mei           | Rood Wit '62 | 1-3         | JVC Cuijk   |
| Finale in Ospel |              |             |             |
| 24 mei          | Groene Ster  | 3-1         | JVC Cuijk   |

## Landelijke beker

### Kwartfinale
Van de zes districtswinnaars werden twee clubs vrijgeloot, vier clubs strijden om twee plaatsen in de halve finale die ze op eigen terrein mogen spelen.

### Halve finale
De in de kwartfinale vrijgelote clubs spelen in de halve finale automatisch een uitwedstrijd.

### Finale
Omdat het hoofdveld van LRC Leerdam, de club die het thuisrecht had, werd gerenoveerd en de KNVB het tweede veld geen passende accommodatie vond, werd de finale in Schelluinen (Zuid-Holland) gespeeld.

## Deelnemers per ronde
De deelnemers per ronde zijn:
| Deelnemerscategorie | Kwartfinale | Halve Finale | Finale  | Winnaar | Landelijke halve finale | Landelijke finale | Landelijke winnaar |
| ------------------- | ----------- | ------------ | ------- | ------- | ----------------------- | ----------------- | ------------------ |
| Hoofdklasse         | 20 (42%)    | 13 (54%)     | 8 (67%) | 4 (67%) | 3 (75%)                 | 1 (50%)           | 1 (100%)           |
| Eerste klasse       | 15 (31%)    | 9 (38%)      | 4 (33%) | 2 (33%) | 1 (25%)                 | 1 (50%)           | 0 (0%)             |
| Tweede klasse       | 6 (13%)     | 0 (0%)       | 0 (0%)  | 0 (0%)  | 0 (0%)                  | 0 (0%)            | 0 (0%)             |
| Derde klasse        | 4 (8%)      | 1 (4%)       | 0 (0%)  | 0 (0%)  | 0 (0%)                  | 0 (0%)            | 0 (0%)             |
| Vierde klasse       | 2 (4%)      | 1 (4%)       | 0 (0%)  | 0 (0%)  | 0 (0%)                  | 0 (0%)            | 0 (0%)             |
| Reservehoofdklasse  | 1 (2%)      | 0 (0%)       | 0 (0%)  | 0 (0%)  | 0 (0%)                  | 0 (0%)            | 0 (0%)             |
| Totaal              | 48          | 24           | 12      | 6       | 4                       | 2                 | 1                  |

1980/81 · 1981/82 · 1982/83 · 1983/84 · 1984/85 · 1985/86 · 1986/87 · 1987/88 · 1988/89 · 1989/90 · 1990/91 · 1991/92 · 1992/93 · 1993/94 · 1994/95 · 1995/96 · 1996/97 · 1997/98 · 1998/99 · 1999/00 · 2000/01 · 2001/02 · 2002/03 · 2003/04 · 2004/05 · 2005/06 · 2006/07 · 2007/08 · 2008/09 · 2009/10 · 2010/11 · 2011/12 · 2012/13 · 2013/14 · 2014/15 · 2015/16 · 2016/17 · 2017/18 · 2018/19 · 2019/20 · 2020/21 · 2021/22 · 2022/23 · 2023/24 · 2024/25 · 2025/26